# ماكسيم ديلدين
ماكسيم ديلدين (بالروسية: Дылдин, Максим Сергеевич) مواليد 19 مايو 1987، هو عداء روسي متخصص في سباق 400 متر تتابع. مثل بلاده في الأولمبياد وحصل على الميدالية البرونزية. سبق أن فاز بالميدالية الذهبية في بطولة أوروبا لألعاب القوى.

## الميداليات
| الميدالية | المسابقة                                    |
| --------- | ------------------------------------------- |
| برونزية   | الألعاب الأولمبية الصيفية 2008              |
| برونزية   | بطولة العالم لألعاب القوى 2013              |
| ذهبية     | بطولة أوروبا لألعاب القوى 2010              |
| فضية      | بطولة أوروبا لألعاب القوى 2014              |
| فضية      | بطولة أوروبا لألعاب القوى داخل الصالات 2007 |

## روابط خارجية
- ماكسيم ديلدين على موقع الاتحاد الدولي لألعاب القوى (الإنجليزية)
- ماكسيم ديلدين على موقع أوليمبيديا (الإنجليزية)